# Shane Smeltz
Shane Edward Smeltz (Göppingen, 29 settembre 1981) è un ex calciatore neozelandese, di ruolo attaccante.

## Carriera
Ha segnato una rete alla nazionale italiana di calcio il 10 giugno 2009 in occasione dell'amichevole nello stadio di Pretoria in vista della FIFA Confederations Cup 2009. Inoltre, è l'autore dell'assist al 93' per il goal di Winston Reid nei mondiali 2010 in Sudafrica nella prima partita nella fase a gironi contro la Slovacchia finita 1-1. Ha segnato inoltre il gol del momentaneo vantaggio della Nuova Zelanda contro l'Italia nella seconda partita della fase a gironi. La Nuova Zelanda si sarà successivamente qualificata terza nel girone, suo miglior risultato ai Mondiali di sempre. Nel 2007 e nel 2008 è stato nominato calciatore oceaniano dell'anno.

## Palmarès

### Nazionale
- Coppa d'Oceania: 1

2008

### Individuale
- Calciatore dell'Oceania dell'anno: 2

2007, 2008
- Capocannoniere della Coppa d'Oceania: 1

2008 (8 gol)
- Capocannoniere campionato australiano: 2

2008-2009, 2009-2010
- Johnny Warren Medal: 1

2008-2009